# La chica número uno
La chica número uno (título original: The Number One Girl) es una película estadounidense de acción, drama y suspenso de 2006, dirigida por Luc Campeau, escrita por Douglas W. Miller, musicalizada por Jess Bailey, en la fotografía estuvo Nimi Getter y los protagonistas son Tony Schiena, Vinnie Jones y Pat Morita, entre otros. El filme fue realizado por Bauer Martinez Studios, Defender Production, Frame Werk Produktion GmbH & Co. KG y Lucky 7 Productions LLC; se estrenó el 16 de mayo de 2006.

## Sinopsis
Un excampeón de artes marciales es empleado para juzgar un certamen de belleza, en poco tiempo se enamora de una de las participantes. Ocurren problemas con un sujeto sombrío detrás del evento, lo que deriva en un combate de artes marciales que sale en vivo por la televisión.